# 21st Century Breakdown
21st Century Breakdown (англ. Упадок 21-го века) — восьмой студийный альбом американской панк-группы Green Day, вышедший 15 мая 2009 года. Группа начала работу над записью в январе 2006 года, и 45 песен к нему были написаны вокалистом и гитаристом Билли Джо Армстронгом к октябрю 2007 года, но участники группы не приступали к студийной работе до января 2008 года.
Альбом представляет собой рок-оперу, очень похожую на их предыдущий альбом American Idiot (2004 г.). Армстронг описал альбом как «снимок эпохи, в которой мы живём, когда мы задаём вопросы и пытаемся разобраться в эгоистичных манипуляциях, происходящих вокруг нас: будь то правительство, религия, СМИ или, откровенно говоря, любая форма власти». Синглы «Know Your Enemy» и «21 Guns» иллюстрируют темы отчуждения и политически мотивированного гнева, присутствующие в записи.
Чтобы справиться с записью, они обратились к продюсеру Бутчу Вигу, наиболее известному по продюсированию альбома группы Nirvana — Nevermind (1991 г.). Реакция критиков на альбом 21st Century Breakdown была в целом положительной. Пластинка достигла лучших результатов в чартах, заняв первое место в чартах альбомов различных стран, включая американский Billboard 200, European Top 100 Albums и UK Albums Chart. Альбом получил премию «Грэмми» за лучший рок-альбом на 52-й церемонии вручения премии «Грэмми» 31 января 2010 года. По состоянию на декабрь 2010 года, было продано 1005000 копий альбом в Соединённых Штатах и более 4 миллионов по всему миру.

## Сочинение и запись
Группа начала писать песни для альбома в январе 2006 года после продолжительных гастролей в 2005 году в поддержку их седьмого студийного альбома American Idiot. В то время фронтмен Билли Джо Армстронг заявил: «Мы начнём с тишины, и именно так мы сможем найти вдохновение, чтобы найти другую запись». Группа не публиковала никаких подробностей процесса написания и записи до октября 2007 года, когда Армстронг сказал в интервью Rolling Stone, что он написал «что-то около 45 песен». Участники группы работали над примитивными концептуальными этапами альбома в своей репетиционной студии в Окленде, штат Калифорния. Мало что было раскрыто о темах или музыкальном стиле альбома, но Армстронг заявил: «Я хочу разобраться в том, кто я и что я чувствую сейчас — то есть в среднем возрасте». Он добавил, что многие из 45 песен были написаны на фортепиано, а не на гитаре.
Green Day приступили к записи альбома 21st Century Breakdown в январе 2008 года. Позже в том же году было подтверждено, что группа работала с продюсером Бутчем Вигом. Альбом был записан с Вигом в течение 2008 года и в начале 2009 года в четырёх местах в Калифорнии: студии Ocean Way Recording в Голливуде, Studio 880 в Окленде, Jel Studios в Ньюпорт-Бич и Costa Mesa Studios в Коста-Меса. Во время записи в Голливуде участники группы купили дешёвые проигрыватели от Amoeba Music и прослушали множество виниловых пластинок для вдохновения, включая альбомы таких групп, как The Beat и The Plimsouls. Армстронг привёл в качестве вдохновения музыку Рэя Дэвиса из The Kinks, альбом S.F. Sorrow группы The Pretty Things, альбомы The Doors и Strange Days группы The Doors и альбом Bat Out of Hell Мит Лоуфа. Барабанщик Тре Кул отметил влияние Эдди Кокрена и группы The Creation на творчество Армстронга.
Работая в своей домашней студии, Армстронг работал над кавером на песню «A Quick One While He’s Away» группы The Who; Green Day записали полноформатную версию песни во время сессий альбома. Виг отметил, что разочарования иногда приводили к задержкам в процессе записи 21st Century Breakdown. Армстронг тщательно охранял свои тексты и намеренно смешивал свои демозаписи, чтобы вокал был низким в миксе и, следовательно, непонятным для других участников группы. Только в конце 2008 года он решил поделиться своими текстами песен с Кулом, Вигом, и басистом Майком Дёрнтом, сев с ними и прочитав вслух тексты всего альбома по порядку. Участники группы внесли последние штрихи в альбом в начале апреля 2009 года и заявили, что его выпуск приведёт к «своего рода… послеродовой депрессии».

## Темы и композиция
Я смотрю на Кристиана и Глорию, и это я. Глория - это одна сторона: этот человек пытается сохранить это чувство веры, всё ещё пытаясь творить добро. В то время как Кристиан глубоко погружён в себя со своими демонами и жертвует собой из-за этого.
21st Century Breakdown продолжает стиль рок-оперы своего предшественника, — альбом American Idiot. Действие альбома разворачивается в Детройте, штат Мичиган, и разделено на три действия: «Heroes and Cons» (англ. Герои и противники), «Charlatans and Saints» (англ. Шарлатаны и святые) и «Horseshoes and Handgrenades» (англ. Подковы и ручные гранаты). Его свободное повествование следует за молодой парой по имени Кристиан и Глория через проблемы, существующие в США после президентства Джорджа У. Буш. Басист Майк Дёрнт сравнил отношения между песнями с отношениями в «Born to Run» Брюса Спрингстина, сказав, что темы не так тесно переплетены, как в концептуальном альбоме, но они всё ещё связаны. Многие темы и тексты песен альбома взяты из личной жизни Армстронга, и он поёт в стиле повествования от первого лица об оставлении и мести в песнях «Before the Lobotomy», «Christian’s Inferno» и «Peacemaker». Rolling Stone отметил, что альбом является «самой личной, эмоционально судорожной записью, которую когда-либо писал Армстронг».
Вступительная лирика заглавной композиции «Born into Nixon, I was raised in hell» (англ. Родился в Никсоне, я вырос в аду) ссылается на 1972 год рождения Армстронга, в то время как «We are the class of '13» (англ. Мы - класс 13-го года) ссылается на тот факт, что его старший сын Джозеф окончит среднюю школу в 2013 году. Дёрнт выразил убеждение, что песня «Last of the American Girls» была написана о жене Армстронга Адриенне, которая, как он утверждал, тверда в своих убеждениях и настойчиво защищает их, как и сама девушка в песне. Армстронг сослался на своё «разобщённое» детство — его воспитывали пятеро старших братьев и сестёр после смерти их отца, в то время как их мать работала официанткой в кладбищенские смены — таковы корни недовольства, выраженного в 21st Century Breakdown. В песне «East Jesus Nowhere» осуждается фундаменталистская религия и она была написана после того, как Армстронг посетил церковную службу, где был крещён ребёнок его друга.
В музыкальном плане альбом 21st Century Breakdown похож на стиль панк-рока American Idiot, но многие критики утверждают, что традиционное звучание Green Day эволюционировало за пять лет с момента их последнего релиза, чтобы включить новые влияния, такие как более тяжёлый, громкий поп-рок и стадионный рок в эпическом масштабе. Роб Шеффилд из Rolling Stone указал, что в альбоме представлены баллады, которые являются самыми отшлифованными у Green Day; он утверждал, что группа «сочетает панк-трэш с их новообретённой любовью к грандиозности классического рока». На канале MTV сравнили материал с материалом классических рокеров, таких как The Who, в то время как в журнале Spin назвали заглавную композицию «Самой эпической песней Green Day». Барабанщик Тре Кул заметил: «Для нас важно, чтобы на нас по-прежнему смотрели как на панк-группу. Это была наша религия, наше высшее образование». Однако он также отметил, что Армстронг углубился в прошлое, когда писал 21st Century Breakdown, черпая вдохновение у артистов, которые формировали рок-музыку. Сам Армстронг заявил: «Эпицентр для меня по-прежнему остаётся панк-роком. Мне нравится рисовать уродливые картины. Я получаю что-то возвышенное от пения самого ужасного дерьма, о котором вы можете петь. Это просто моя ДНК».
На сегодняшний день 21st Century Breakdown является самым длинным альбомом Green Day на сегодняшний день, с продолжительностью почти в 70 минут.

## Продвижение и выпуск

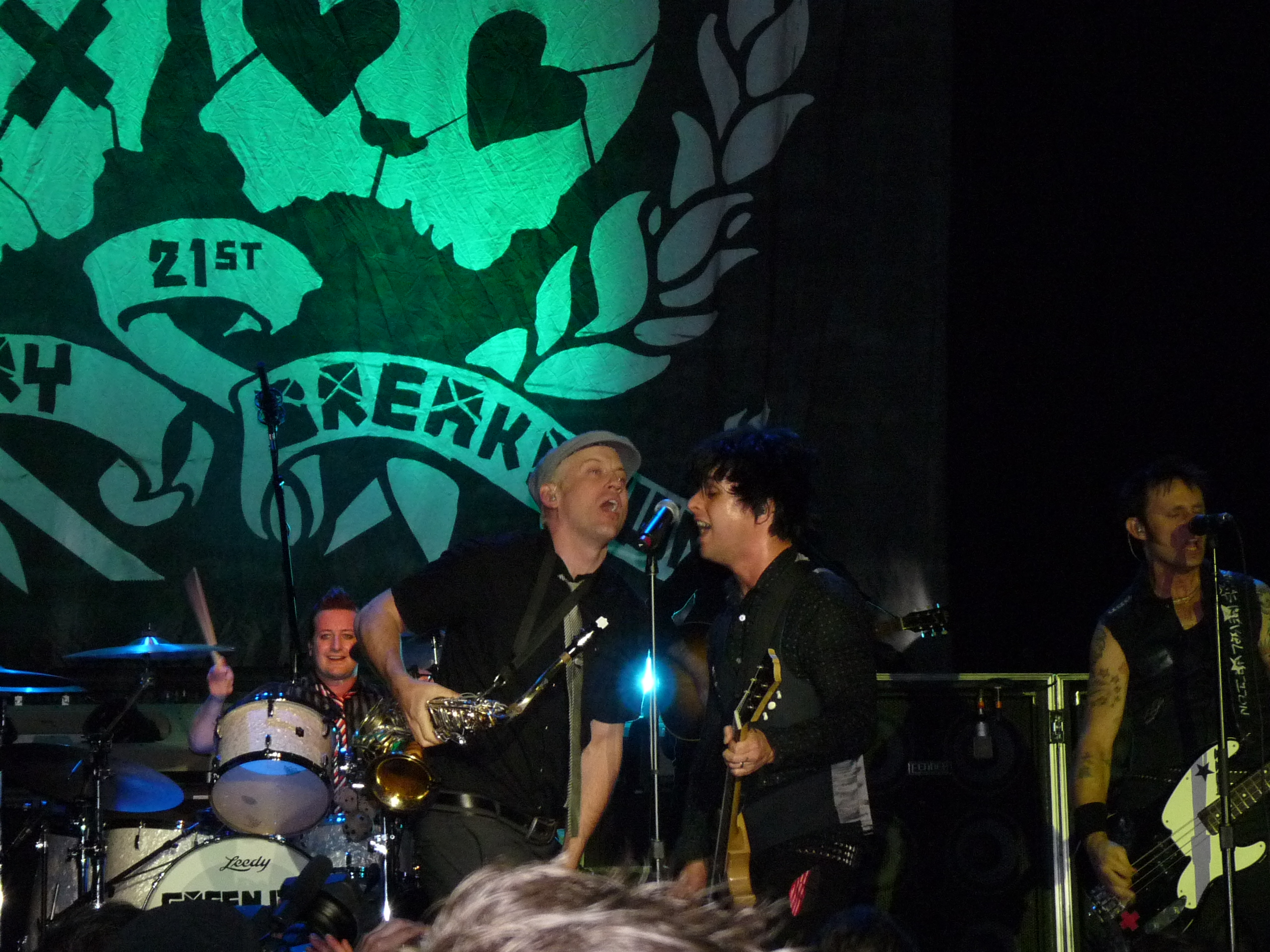
Green Day выступает на показательном концерте «21st Century Breakdown» в Кессельхаусе, Берлин, 7 мая 2009 года

Green Day приступили к работе над записью в январе 2006 года. Процесс написания и записи занял три года в четырёх студиях звукозаписи Калифорнии, и он был завершён в апреле 2009 года. 9 февраля 2009 года Green Day объявили название альбома и сообщили, что запись будет разделена на три действия: «Heroes and Cons», «Charlatans and Saints» и «Horseshoes and Handgrenades». 17 марта на веб-сайте группы был опубликован тизер альбома 21st Century Breakdown. Дата международного релиза (15 мая) была объявлена 25 марта. В начале апреля 2009 года на телевидении состоялась премьера видеоклипа на песню «Know Your Enemy» Green Day; часть песни была использована в качестве вступительной музыки к матчу чемпионата NCAA по баскетболу среди мужчин 2009 года. Группа впервые полностью исполнила альбом 21st Century Breakdown во время ряда концертов в калифорнийском клубе в апреле 2009 года. На каждом концерте зрителям давали программы, содержащие все тексты песен альбома. Первый сингл «Know Your Enemy» был выпущен 16 апреля 2009 года, и вскоре после мировой премьеры клипа на песню, которая состоялась 24 апреля на сайте MTV UK.
Альбом 21st Century Breakdown был выпущен на международном уровне 15 мая 2009 года на лейбле Reprise Records. Специальное издание на виниле было выпущено тиражом 3000 экземпляров и состояло из трёх 10-дюймовых пластинок, по одной для каждого «номера» альбома, CD-копии альбома, 60-страничного художественного буклета и кода для цифрового скачивания полного альбома. Процесс оформления альбома возглавлял Крис Билхаймер и основан на работе художника Сикстена, который подтвердил, что пара на обложке была «просто друзьями друга на вечеринке в Эскильстуне, Швеция» и объяснил, что общий друг сфотографировал целующуюся пару. Он добавил: «Я люблю их страсть, и мне просто нужно было сделать из неё трафарет, чтобы распространять любовь». Обложка была отмечена заметным сходством с обложкой альбома Think Tank 2003 года группы Blur, который сам по себе является трафаретом художника Бэнкси, за исключением того, что на одной из них пара была в водолазных шлемах. Green Day продемонстрировали коллекцию произведений искусства аналогичной тематики под названием «Искусство рока» на художественной выставке в Лондоне с 23 октября по 1 ноября 2009 года. «Целующаяся пара» на обложке позже была воссоздана в музыкальном видео на песню «21 Guns».
Пластинка дебютировала на первом месте в Billboard 200 в США, где за первую неделю было продано 215 000 копий, что составило сокращённые три дня. На второй неделе было продано ещё 166 000 копий альбома 21st Century Breakdown, опустившись на 2-е место. За третью неделю было продано 76 000 копий. Позже пластинка 21st Century Breakdown опустилась до пятого места на четвёртой неделе, но достигла желанного Золотого статуса за продажу 500 000 копий на той же неделе. Альбом оставался на первом месте в чарте лучших рок-альбомов Billboard в течение трёх недель. В Великобритании альбом дебютировал под номером 1, продав 79 770 копий за первую неделю, и на сегодняшний день было продано более 600 000 копий. В Канаде альбом дебютировал на 1-м месте в Canadian Albums Chart, продано 30 000 экземпляров за первую неделю. Альбом дебютировал на вершине чартов продаж в 24 странах, в том числе занял первое место в списке 100 лучших альбомов Европы. 21st Century Breakdown был выпущен только в версии с рекомендациями для родителей, содержащей явные тексты песен и контент; Walmart отказывался продавать альбомы с наклейкой «Parental Advisory» и попросил Green Day выпустить издание, подвергнутое цензуре. Участники группы в ответ заявили: «В нашей записи нет ничего грязного… Они хотят, чтобы артисты подвергали цензуре свои записи, чтобы их туда вносили. Мы просто сказали „нет“. Мы никогда не делали этого раньше. Вы чувствуете, что находитесь в 1953 году или что-то в этом роде». Второй сингл «21 Guns» был выпущен на радиостанциях 25 мая. Группа отправилась в мировое турне в июле 2009 года; североамериканский этап продолжался до сентября, а европейский этап закончился в ноябре. «East Jesus Nowhere» был выпущен в качестве третьего сингла альбома в октябре 19 2009 года.

## Приём критиков
| Совокупная оценка          | Совокупная оценка |
| Источник                   | Оценка            |
| -------------------------- | ----------------- |
| AnyDecentMusic?            | 5.4/10            |
| Metacritic                 | 70/100            |
| Оценки критиков            |                   |
| Источник                   | Оценка            |
| AllMusic                   | [ 52 ]            |
| The A.V. Club              | B+                |
| Entertainment Weekly       | B                 |
| The Guardian               | [ 24 ]            |
| Los Angeles Times          | [ 55 ]            |
| MSN Music (Consumer Guide) | C                 |
| NME                        | 8/10              |
| Pitchfork                  | 4.8/10            |
| Rolling Stone              | [ 3 ]             |
| Spin                       | [ 57 ]            |

Согласно агрегирующему веб-сайту Metacritic, который сообщил о рейтинге альбома 70 из 100, основанном на 30 критических отзывах, отношение к пластинке 21st Century Breakdown в целом было благоприятным. Дэн Сильвер из The Observer наградил пластинку четырьмя звёздами из пяти и сравнил её как с музыкой Брюса Спрингстина, так и с авангардным творчеством Чака Паланика. Дэвид Фрике из Rolling Stone назвал 21st Century Breakdown «сложной бомбой классического рок-экстаза, беспощадного панк-нападения и хитростей поп-песен; это похоже на London Calling группы The Clash, Quadrophenia группы The Who и Zen Arcade группы Hüsker Dü, сжатые в 18 песен». Дэн Кэрнс из The Times пришёл к следующему выводу: «Лирически это может преуспеть в отражении противоречий, уязвимостей и стремления к гармонии, которые пронизывают Армстронга, Дёрнта и Кула, их страну и человечество в целом. Но для настоящего триумфа в эпоху обрезки, тестирования рынка, самоцензуры и наименьших общих знаменателей нужно не просто стремиться безумно высоко, а достичь вершины».
Критика была также сосредоточена на концепции записи; Крис Джонс из BBC сказал, что она «смутно борется с „авторитетом“» и что «слишком много модных слов скрывают резкий смысл». Стив Канделл из Spin написал, что юмора American Idiot «очень не хватало» и что энергия альбома казалась «бесцельной». Алексис Петридис из The Guardian указал, что «сюжетная линия становится невозможной для понимания по мере его прослушивания». Роберт Кристгау из MSN Music написал, что «Мне тоже не нравятся правые христиане. Но, как прекрасно знает каждый угнетённый подросток на правой орбите, они не такие искажённые и упрощённые, как настаивают гимны Армстронга». Адам Даунер из Sputnikmusic был самым критичным профессиональным рецензентом альбома; он поставил под сомнение ясность текста, назвав 21st Century Breakdown «более концептуально расплывчатым/нелепым, чем American Idiot», и продолжил, сказав, что он «выходит из-под контроля в своей собственной героической славе и никогда не восстанавливает фокус, таким образом, заканчивая продуктом, который Green Day не мог позволить себе выпустить: средняя запись». Журнал Slant утверждает, что «<…> сверхъестественное чувство знакомости нависает над слишком большой частью альбома. Мелодии нескольких треков наводят на мысль о призраках старых песен Green Day». Кайл Райан из The A.V. Club дал альбому оценку B+, отметив, что он «стал [ещё] смелее», чем American Idiot. Райан также заявил, что 21st Century Breakdown усиливает то, что впервые показал American Idiot: Green Day никогда не следует недооценивать".

### Премии
| Публикация    | Страна         | Премия                                              | Год  | Позиция |
| ------------- | -------------- | --------------------------------------------------- | ---- | ------- |
| Rolling Stone | США            | Best Albums of 2009                                 | 2009 | 5       |
| Kerrang!      | Великобритания | Reader’s Choice: Best 50 Albums of the 21st Century | 2009 | 17      |
| Rhapsody      | США            | The 25 Best Albums of 2009                          | 2009 | 16      |

### Награды
| Год  | Церемония                    | Награда                  | Результат |
| ---- | ---------------------------- | ------------------------ | --------- |
| 2009 | Grammy Awards                | Best Rock Album          | Победа    |
| 2009 | Teen Choice Awards           | Music Album Group        | Номинация |
| 2009 | TMF Awards                   | Best International Album | Номинация |
| 2009 | Kerrang! Awards              | Best Album               | Номинация |
| 2010 | MTV Video Music Awards Japan | Album of the Year        | Номинация |
| 2010 | NME Awards                   | Best Album               | Номинация |
| 2010 | NME Awards                   | Worst Album              | Номинация |

## Список композиций
Все тексты написаны Билли Джо Армстронгом, вся музыка написана Green Day.
| №  | Название              | Длительность |
| -- | --------------------- | ------------ |
| 1. | «Song of the Century» | 0:58         |

| №  | Название                 | Длительность |
| -- | ------------------------ | ------------ |
| 2. | «21st Century Breakdown» | 5:09         |
| 3. | «Know Your Enemy»        | 3:11         |
| 4. | «¡Viva la Gloria!»       | 3:31         |
| 5. | «Before the Lobotomy»    | 4:37         |
| 6. | «Christian's Inferno»    | 3:07         |
| 7. | «Last Night on Earth»    | 3:57         |

| №   | Название                         | Длительность |
| --- | -------------------------------- | ------------ |
| 8.  | «East Jesus Nowhere»             | 4:35         |
| 9.  | «Peacemaker»                     | 3:24         |
| 10. | «Last of the American Girls»     | 3:51         |
| 11. | «Murder City»                    | 2:54         |
| 12. | «¿Viva la Gloria? (Little Girl)» | 3:48         |
| 13. | «Restless Heart Syndrome»        | 4:20         |

| №                   | Название                      | Длительность |
| ------------------- | ----------------------------- | ------------ |
| 14.                 | «Horseshoes and Handgrenades» | 3:14         |
| 15.                 | «The Static Age»              | 4:17         |
| 16.                 | «21 Guns»                     | 5:21         |
| 17.                 | «American Eulogy»             | 4:26         |
| 18.                 | «See the Light»               | 4:36         |
| Общая длительность: | Общая длительность:           | 69:16        |

### Бонус-треки
| №   | Название                                                                  | Автор(ы)     | Длительность |
| --- | ------------------------------------------------------------------------- | ------------ | ------------ |
| 19. | «A Quick One While He’s Away» (Оригинальная версия исполнена The Who)     | Пит Таунсенд | 7:59         |
| 20. | «Another State of Mind» (Оригинальная версия исполнена Social Distortion) | Майк Несс    | 2:46         |

| №   | Название                                                             | Автор(ы)     | Длительность |
| --- | -------------------------------------------------------------------- | ------------ | ------------ |
| 21. | «That's All Right» (Оригинальная версия исполнена Элвисом Пресли)    | Артур Крадап | 2:01         |
| 22. | «Like a Rolling Stone» (Оригинальная версия исполнена Бобом Диланом) | Боб Дилан    | 6:10         |

| №  | Название                            | Длительность |
| -- | ----------------------------------- | ------------ |
| 1. | «American Idiot» (live)             | 4:18         |
| 2. | «Jesus of Suburbia» (live)          | 9:22         |
| 3. | «Holiday» (live)                    | 4:34         |
| 4. | «Are We the Waiting» (live)         | 3:19         |
| 5. | «St. Jimmy» (live)                  | 2:58         |
| 6. | «Boulevard of Broken Dreams» (live) | 4:41         |

| №   | Название         | Длительность |
| --- | ---------------- | ------------ |
| 19. | «Burnout» (live) | 2:21         |

| №   | Название                 | Длительность |
| --- | ------------------------ | ------------ |
| 19. | «Know Your Enemy» (live) | 4:47         |
| 20. | «The Static Age» (live)  | 4:30         |

| №   | Название     | Длительность |
| --- | ------------ | ------------ |
| 19. | «Lights Out» | 2:21         |

### Треки, не вошедшие в альбом
| Песня            | Длина записи | Реализован                         |
| ---------------- | ------------ | ---------------------------------- |
| «Lights Out»     | 2:16         | B-side на сингле «Know Your Enemy» |
| «Hearts Collide» | 2:39         | B-side на сингле «Know Your Enemy» |

## Участники записи
| - Билли Джо Армстронг — вокал, гитара, пианино - Майк Дёрнт — бэк-вокал, бас-гитара - Тре Кул — ударные, перкуссия - Джейсон Фриз — пианино - Джейсон Уайт — гитара - Крис Билхеймер — дизайн, фотографии, буклет - Марина Чейвз — оформление задней обложки - Дэвид Купер, Майка Чонг, Эндрю Блэк — оформление буклета | - Майка Чонг — гитарный техник - Крис Дуган — инженер - Висли Сейдман, Кейт Армстронг, Ник Карпен — помощники инженера - Брэд Кобилзак, Джо МакГрат, Брэд Таунсенд, Эндрю Шуберт — дополнительные разработки - Майк Фасано и Кенни Батлер — барабанные техники - Тед Дженсен — мастеринг альбома - Крис Лорд-Элж — миксующий инженер - Билл Шнейдер — координатор группы, гитарный техник - Шари Сатклифф — координатор продюсирования - Бутч Виг — продюсер |

## Позиции в чартах
| Чарт (2009 г.)                                | Позиция в чарте |
| --------------------------------------------- | --------------- |
| Австралия (ARIA)                              | 2               |
| Австрия (Ö3 Austria)                          | 1               |
| Бельгия/Фландрия (Ultratop)                   | 1               |
| Бельгия/Валлония (Ultratop)                   | 3               |
| Канада (Canadian Albums Chart)                | 1               |
| Czech Albums (IFPI)                           | 1               |
| Дания (Hitlisten)                             | 1               |
| Нидерланды (Album Top 100)                    | 4               |
| European Top 100 Albums (Billboard)           | 1               |
| Финляндия (Suomen virallinen lista)           | 3               |
| Франция (SNEP)                                | 1               |
| Германия (Offizielle Top 100)                 | 1               |
| Венгрия (MAHASZ)                              | 4               |
| Ирландия (IRMA)                               | 2               |
| Италия (Classifica album)                     | 1               |
| Japanese Albums (Oricon)                      | 1               |
| Mexican Albums (Top 100 Mexico)               | 3               |
| Новая Зеландия (RMNZ)                         | 1               |
| Норвегия (VG-lista)                           | 1               |
| Польша (ZPAV)                                 | 6               |
| Португалия (AFP)                              | 2               |
| Испания (PROMUSICAE)                          | 1               |
| Швеция (Sverigetopplistan)                    | 1               |
| Швейцария (Schweizer Hitparade)               | 1               |
| Великобритания (UK Albums Chart)              | 1               |
| Великобритания (UK Rock & Metal Albums Chart) | 1               |
| США (Billboard 200)                           | 1               |
| США (Billboard Top Alternative Albums)        | 1               |
| США (Billboard Top Rock Albums)               | 1               |
| США (Billboard Top Tastemaker Albums)         | 1               |

| Чарт (2009 г.)                                    | Позиция |
| ------------------------------------------------- | ------- |
| Australian Albums (ARIA)                          | 19      |
| Austrian Albums (Ö3 Austria)                      | 8       |
| Belgian Albums (Ultratop Flanders)                | 41      |
| Belgian Alternative Albums (Ultratop Flanders)    | 20      |
| Belgian Albums (Ultratop Wallonia)                | 53      |
| Canadian Albums (Billboard)                       | 6       |
| Danish Albums (Hitlisten)                         | 46      |
| Dutch Albums (Album Top 100)                      | 66      |
| European Top 100 Albums (Billboard)               | 11      |
| Finnish Albums (Suomen virallinen lista)          | 7       |
| French Albums (SNEP)                              | 33      |
| German Albums (Offizielle Top 100)                | 9       |
| Italian Albums (FIMI)                             | 26      |
| Japanese Albums (Oricon)                          | 34      |
| Mexican Albums (Top 100 Mexico)                   | 63      |
| New Zealand Albums (RMNZ)                         | 8       |
| Swedish Albums (Sverigetopplistan)                | 20      |
| Swedish Albums & Compilations (Sverigetopplistan) | 25      |
| Swiss Albums (Schweizer Hitparade)                | 4       |
| UK Albums (OCC)                                   | 35      |
| US Alternative Albums (Billboard)                 | 6       |
| US Billboard 200                                  | 25      |
| US Top Rock Albums (Billboard)                    | 7       |

| Чарт (2010 г.)               | Позиция |
| ---------------------------- | ------- |
| Austrian Albums (Ö3 Austria) | 30      |
| French Albums (SNEP)         | 166     |